# وزارة البيئة (كوريا الجنوبية)

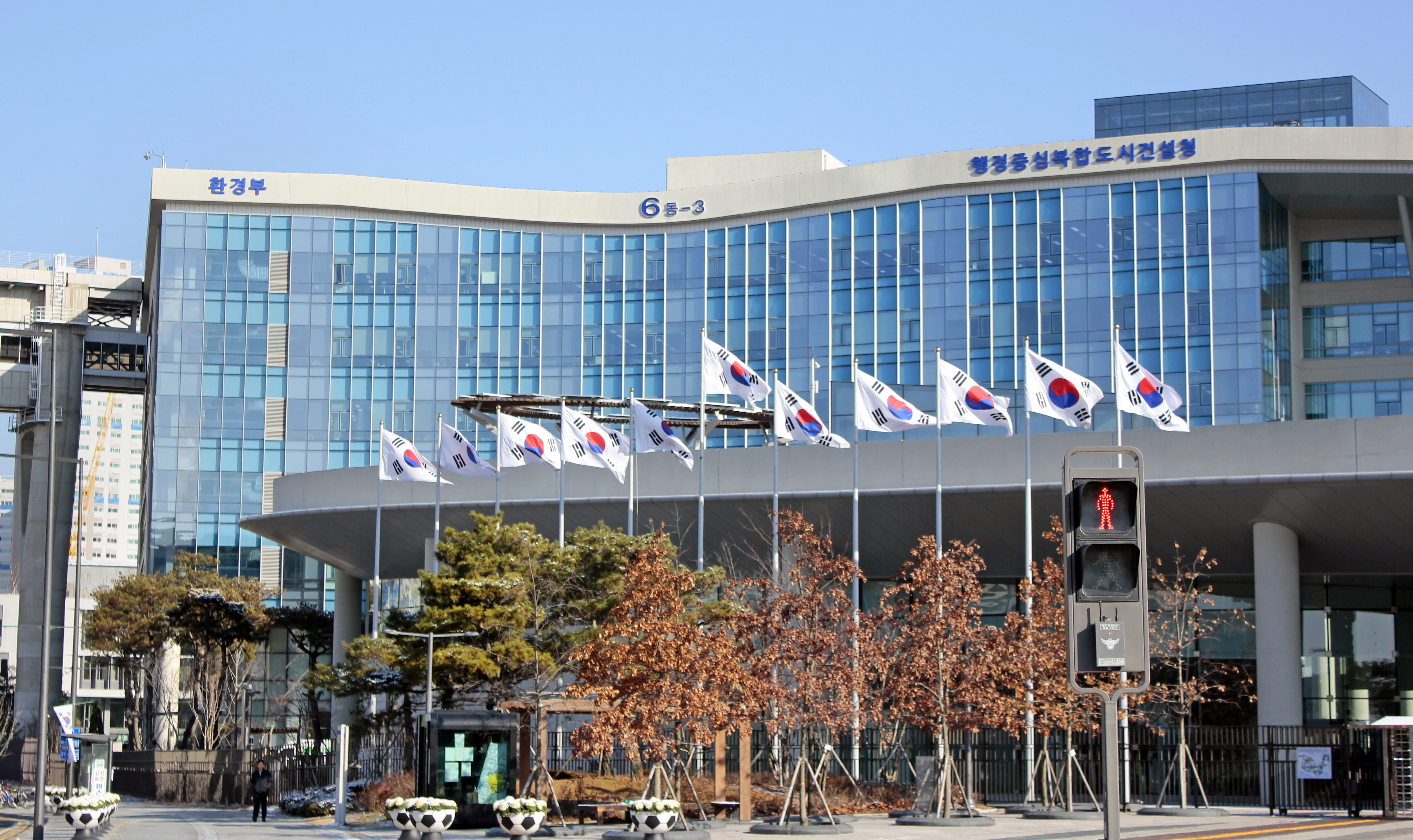
المقر الرئيسي في مدينة سيجونغ

وزارة البيئة (هانغل: 대한민국 환경부) هي الفرع الحكومي في كوريا الجنوبية المكلف بحماية البيئة. تدير الوزارة المتنزهات الوطنية في كوريا الجنوبية بالإضافة إلى إنفاذ اللوائح ورعاية البحوث البيئية. يقع مقرها الرئيسي في مدينة سيجونغ.

## وصلات خارجية
- الموقع الرسمي باللغة الإنجليزية
- وزارة البيئة باللغة الكورية
- نظام دعم تقييم الأثر البيئي (EIASS) باللغة الكورية